# Aktéři vzdělávací politiky ČR
Aktéři vzdělávací politiky jsou všichni účastníci vzdělávacího systému. Aktéři tvorby a realizace politiky mají různé zájmy, různé vnímaní svých zájmů a zájmů dalších aktérů. Mají také různé druhy a rozsahy zdrojů, z nichž mohou čerpat i různé způsoby ovlivňování. Institucionální struktury politického rozhodování pak významně předurčují to, kdo se může podílet na rozhodování.

## Zvolení politici
Do této skupiny patří ústavní činitelé – prezident, premiér, poslanci, ale i primátoři, starostové a obecní radní. Na celostátní úrovni bývá vzdělávací problematika méně významným tématem při volbách. V této skupině zpravidla platí, že jsou politici vůči vzdělání rezervovaní, neboť lidé vidí vzdělání jako věc nepolitickou. Politici zřídkakdy navrhují výraznější změny, spoléhají se na návrhy školské administrativy.

## Školská administrativa
Do školské administrativy patří nejvyšší státní úředníci ve školství v čele s ministry školství a jejich náměstky, vedení školské inspekce, vedoucí regionálních, okresních i místních školských úřadů až po ředitele škol. V parlamentní demokracii je školská administrativa podřízena zvoleným politikům. Školská administrativa hraje nejdůležitější roli při výběru politických alternativ i při jejich tvorbě.

### Ministerstvo školství mládeže a tělovýchovy
Ministerstvo školství je řídící a výkonný orgán státní správy. Jeho klíčová funkce je zajišťování a rozdělování prostředků státního rozpočtu ve školství. Vytváří koncepce a strategie rozvoje vzdělávání. Také zajišťuje kvalitu vzdělávacího systému a jeho hodnocení.
Nejdůležitějším aktérem této instituce je ministr školství, který je jmenován prezidentem na návrh předsedy vlády. Ministr školství určuje směr vzdělávací politiky, zároveň je však odpovědný ze své funkce vládě a Poslanecké sněmovně Parlamentu České republiky.

### Česká školní inspekce
Česká školní inspekce je správní úřad s celostátní působností a jeho hlavní činnosti je především poskytování zpětné vazby všem článkům řízení. Podle školského zákona Česká školní inspekce získává a analyzuje informace o vzdělávání a činnosti škol, sleduje a hodnotí efektivitu vzdělávací soustavy a zjišťuje a hodnotí podmínky, průběh a výsledky vzdělávání. I přes to, že je ve své činnosti inspekce nezávislí, je podřízena Ministerstvu školství mládeže a tělovýchovy. V jejím čele je ústřední školní inspektor, kterého jmenuje ministr školství a její činnost je prováděna na základě kritérií hodnocení plánu pro daný školní rok, které schvaluje ministerstvo. Školní inspekce tedy provádí hodnocení škol i školské soustavy jako celku a kontroluje školy, zda dodržují právní předpisy a hospodaření s prostředky státního rozpočtu. 

### Ředitelé
Ředitelé lze považovat za jednoho z nejdůležitějších aktérů ve vzdělávací politice. Nejenom, že zodpovídají za řízení školy, ale starají se o provozní záležitosti a jednání s vnějšími subjekty (rodina, zřizovatel). Nejpočetnější skupinu s více než 90 % představují ředitelé veřejných školy zřizované státem, krajem nebo obcí. Ředitelé škol se sdružují do profesních organizací, kde hájí zájmy školy. Nejznámější organizace jsou Asociace ředitelů základních škol, Asociace ředitelů gymnázií, Asociace ředitelů církevních škol a Asociace ředitelů hotelových škol. Ředitel školy zřizované státem, krajem nebo obcí je navíc vykonavatelem státní správy ve školství. Výkon funkce ředitele školy stanovuje zákon č. 563/2004 Sb. § 5) Musí být bezúhonný, zdravotně způsobilý, znalý českého jazyka a být plně způsobilý k právním výkonům a mít odbornou kvalifikaci pro pedagogickou činnost. Ředitel musí mít praxi jako pedagogický pracovník 3-5 let. Po nastoupení do funkce je povinen si doplnit vzdělání v oblasti řízení školy.

#### Činnosti ředitele
Řízení školy
- dohled nad každodenním provozem školy. Řízení má za cíl, „aby se věci dělaly správně“. Podle Dvořáka (2011) by měl být udržován status quo.

Vedení školy
- určování směřování školy v širší perspektivě. Cílem vedení je, „aby se dělaly správně věci“ a neobejde se beze změny.

Správa školy
- vnější kontrola a ovlivňování činnosti školy převážně ze strany školských rad.[6]

#### Legislativa
Činnost ředitelů v současné době nejvíce upravují dva zákony:
Zákon č. 561/2004 Sb., o předškolním, základním, středním, vyšším odborném a jiném vzdělávání (školský zákon)
Zákon č. 563/2004 Sb. o pedagogických pracovnících, který stanovuje podmínky pro výkon funkce ředitele.

#### Pravomoci a povinnosti ředitele
Zákon ukládá ředitelům povinnosti jako vydávání školního vzdělávacího programu a školního řádu, zpracovávat výroční zprávu o činnosti školy, informovat zákonné zástupce a studenty o výsledcích vzdělávání a zajistit podmínky pro vzdělávání pedagogů. Školský zákon však také dává ředitelům značné pravomoci, když rozhodují o všech záležitostech týkajících se poskytování vzdělávání. Rozhoduje o způsobu hodnocení žáků, povolení individuálního vzdělávacího plánu, povolení změny studijního oboru, o pochvalách, a kázeňských opatření. Na středních a vyšších odborných školách pak rozhoduje o případných stipendiích. 

## Učitelé
Pedagogický slovník popisuje učitele jako základního činitele vzdělávacího procesu, jako profesionálně kvalifikovaného pedagogického pracovníka, který je spoluzodpovědný za přípravu, řízení, organizaci a výsledek procesu vzdělávání. Učitelé jako aktéři vzdělávací politiky zásadně ovlivňují kvalitu celé vzdělávací politiky a mají zásadní vliv na implementaci vzdělávacích politik. Školství v České republice je vysoce feminizované. Učitelé v České republice mají podle školského zákona povinnost úspěšně absolvovat vysokoškolské magisterské vzdělání.

## Rodiče a jejich asociace
Působení rodičů ve vzdělávací politice je nejdůležitější z hlediska volby (school choice). Rodič v tomto konceptu vystupuje jako klient. Tento nástroj představuje možnost vybrat svému dítěti školu, kde se bude vzdělávat. To pak motivuje školy ke zlepšování výsledků či zkvalitňování vzdělávacího programu). Hlas (parental voice) pak mohou rodiče využívat buď soukromě (komunikace s pedagogem), nebo kolektivně při vstupu do školní rady. Rodič zde vystupuje jako občan.

### Školní rada
Školní rada je orgán školy umožňující zákonným zástupcům nezletilých i zletilých žáků, studentům a pedagogickým pracovníkům školy se podílet na správě školy. Zřizovatel pak stanoví počet jejich členů a vydá volební řád. Třetinu členů školní rady jmenuje zřizovatel, třetinu volí zákonní zástupci a zletilí žáci a studenti a třetinu volí pedagogičtí pracovníci dané školy. Funkční období rady je tři roky. Školní rada se se vyjadřuje k návrhům školních vzdělávacích programů, schvaluje výroční zprávu o činnosti školy, schvaluje školní řád a projednává inspekční zprávy České školní inspekce.

## Vysokoškolští studenti
Rozhodnutí vstoupit na vysokou školu je plně v kompetenci mladých lidí. Pro vstup je potřeba vlastnit maturitní vysvědčení a zvládnout přijímací řízení. Možnost vysokoškolských studentů zapojit se do správy školy je poměrně vysoká. Mohou vstupovat do oficiálních organizací, které se podílejí na řízení školy. Nejrozšířenější organizací je akademický senát, který je samosprávným zastupitelským akademickým orgánem. Musí mít nejméně jedenáct členů a nejméně jednu třetinu a nejvýše jednu polovinu tvoří studenti. Aktivní volební právo mají všichni členové akademické obce veřejné vysoké školy prostřednictvím přímého a tajného hlasování. Akademický senát má mnoho pravomocí, např. schvalování vnitřních předpisů vysoké školy, schvalování rozpočtu nebo usnášení se o návrhu na jmenování rektora.

## Církve
Role církve je především historická, neboť před establishmentem vzdělávacích systému sloužily právě církve jako šiřitelé gramotnosti. Nejdůležitější spolupráci navazovaly s panovníkem nebo se stavy měst. V dnešní době je spolupráce státu s církví problematická, neboť církve mají zájem na studiu teologie. Liberální státy však chápou vyznání jako soukromou záležitost občanů.

## Zaměstnavatelé
Zaměstnavatelé prosazují své zájmy ve vzdělávací politice na centrální i místní úrovni především prostřednictvím profesionálních organizací. Jejich nejdůležitějším nástrojem je poptávka po pracovní síle, která zajímá školskou správu a politiky.

## Experti
Do této skupiny aktérů patří skupina lidí, kteří nezajímají žádnou oficiální pozici v decizních orgánech a nejsou politiky. Experty jsou převážně specializovaní vědci, představitelé oficiálních asociací nebo školitelé učitelů. Jejich role je důležitá při prosazování vzdělávacích reforem, když jsou angažování politiky nebo školské administrativy.